# Хёйсман, Мариска
Мариска Хёйсман (нидерл. Mariska Huisman; род. 23 ноября 1983 года, Андейк, Нидерланды) — голландская конькобежка-марафонец. Бронзовый призёр чемпионата мира в масс-старте, 4-кратная чемпионка Нидерландов в марафоне.

## Биография
Мариска Хёйсман начала кататься на коньках профессионально в возрасте 9 лет. В 2000 году заняла 3-е место на чемпионате Нидерландов среди юниоров в классическом и спринтерском многоборье, а через год выиграла юниорский чемпионат в многоборье и заняла 3-е место на зимних Европейских юношеских Олимпийских играх в забеге на 1000 метров. В 2002 и 2003 годах на чемпионате мира среди юниоров выиграла золотые медали в командной гонке. 
В сезоне 2002/03 дебютировала на чемпионате Нидерландов среди взрослых. Значительных результатов не добивалась, после чего в 2006 году сконцентрировалась на марафонских забегах. Она также участвовала в роликобежном спорте. В период с 2004 по 2011 год она выиграла несколько медалей на чемпионате Европы. Ее самым большим успехом был титул чемпиона Европы в эстафете на 5000 метров на чемпионате Европы 2011 года. 
В 2009 и 2011 годах выиграла Нидерландский марафон на искусственном льду и Кубок "KPN Marathon Cup" 2012. В сезоне 2011/2012  дважды выиграла на этапах Кубка мира в масс-старте, в общем зачёте завоевала первый разыгранный Кубок мира в масс-старте. В сезоне 2012/2013 приняла решение перейти из марафона в классический конькобежный спорт. В 2013 году Мариска заняла 1-е и 3-е места на этапах Кубка мира в масс-старте, выиграла титул чемпиона Голландского марафона на естественном льду озера Велувемир.
В декабре 2013 года её младший брат Сьорд Хёйсман умер от остановки сердца и она решила завершить карьеру в начале 2014 года, однако решила соревноваться ещё один сезон 2014/15, в котором она снова выиграла титул чемпиона Нидерландов на искусственном льду, а также выиграла Кубок "KPN Marathon Cup". В классическом виде она выиграла бронзовые медали в масс-старте на этапе Кубка мира в Хамаре и на чемпионате мира на отдельных дистанциях в Херенвене. В марте 2015 года Хёйсман завершила карьеру спортсменки.

## Личная жизнь и семья
Мариска Хёйсман замужем, у неё двое детей. Младший брат — Сьорд Хёйсман (1986—2013), также марафонец, победитель Нидерландских марафонов как на коньках, так и на роликах умер 30 декабря 2013 года.

## Награды
- 2014 год - названа лучшим спортсменом года в Алкмаре[8]
- 2015 год - получила награду Дика Ван Гангелентрофи, как лучшая фигуристка-марафонец Нидерландов[9]